# 다카라다촌 (도쿠시마현)
다카라다촌(宝田村)은 도쿠시마현 나카군에 있던 촌이다. 

## 역사
- 1889년 10월 1일 - 정촌제 시행에 수반해 나카군 다카라다촌이 성립하였다.
- 1954년 3월 31일 - 나가이케촌, 나카노시마촌, 오노촌의 일부와 합병해 도미오카정이 신설되어 소멸하였다.

## 참고문헌
- 『角川日本地名大辞典』36 徳島県、1986年。ISBN 4040013603。